# Пунгино (Верхошижемский район)
Пунгино — деревня в Верхошижемском районе Кировской области России. Административный центр Пунгинского сельского поселения.

## География
Деревня находится в центральной части Кировской области, в подзоне южной тайги, на правом берегу реки Илгани, к западу от автодороги 33Р-008, на расстоянии приблизительно 11 километров (по прямой) к северо-северо-востоку (NNE) от посёлка городского типа Верхошижемье, административного центра района.
Абсолютная высота — 201 метр над уровнем моря.

## Климат
Климат характеризуется как умеренно континентальный, с продолжительной снежной зимой и тёплым летом. Среднегодовая температура — 1,5 °C. Средняя температура воздуха самого холодного месяца (января) составляет −14,2 °C (абсолютный минимум — −45 °С); самого тёплого месяца (июля) — 17,8 °C (абсолютный максимум — 36 °С). Безморозный период длится в течение 122 дней. Годовое количество атмосферных осадков — 713 мм, из которых 441 мм выпадает в период с мая по октябрь. Снежный покров держится в течение 165 дней.

## История
В 2002 году объединены фактически слившиеся между собой деревни Заложане и Пунгино в один населённый пункт — деревню Пунгино.

## Население
| 2010 |
| ---- |
| 363  |

### Половой состав
По данным Всероссийской переписи населения 2010 года в гендерной структуре населения мужчины составляли 49,3 %, женщины — 50,7 %.

### Национальный состав
Согласно результатам переписи 2002 года, в национальной структуре населения русские составляли 93 % из 402 чел.

## Инфраструктура
Личное подсобное хозяйство.

## Транспорт
Проходит по окраине автодорога дорога общего пользования регионального значения 33Р-008 Киров — Советск — Яранск.
Остановка общественного транспорта «Пунгино».